# Anopheles gomezdelatorrei
Anopheles gomezdelatorrei är en tvåvingeart som beskrevs av Levi-castillo 1955. Anopheles gomezdelatorrei ingår i släktet Anopheles och familjen stickmyggor.
Artens utbredningsområde är Ecuador. Inga underarter finns listade i Catalogue of Life.